# Kosta Strajnić
Kosta Strajnić (Križevci, 29. svibnja 1887. – Dubrovnik, 23. srpnja 1977.) bio je hrvatski povjesničar umjetnosti, konzervator i mecena.

## Životopis
Dana, 29. svibnja 1887. rođen je u Križevcima u građanskoj obitelji. Prve poduke iz slikarstva i povijesti umjetnosti dobiva od starijeg brata, te slikara Izidora Junga u bjelovarskoj gimnaziji
1906. – 1907. studira slikarstvo u Beču u privatnoj školi Heinricha Strehblowa
1907. – 1911. studira slikarstvo u Zagrebu na Višoj školi za umjetnost i obrt u klasi Bele Čikoša Sessije i Mencia Clementa Crnčića
1911. – 1912. studira u Beču povijest umjetnosti i estetiku na Institutu za povijest umjetnosti kod poznatog znanstvenika Josefa Strzygowskog
1913. u Zagrebu vodi javnu polemiku s Antunom Gustavom Matošem, te slikarom Roberom Auerom i arhitektom Rudolfom Lubynskim
1913. – 1914. živi u Beogradu, gdje radi na projektu kulturnog zbližavanja južnoslavenskih naroda
1914. početkom Prvog svjetskog rata interniran je u Zagrebu
1916. sudjeluje u osnivanju kulturne manifestacije Proljetni salon i objavljuje svoje prve dvije knjige:  "Tomislav Krizman" i "Umjetnost i žena".
1916 – 1917. ponovno je u Beču gdje nastavlja studij povijesti umjetnosti i estetike
1918. objavljuje svoju knjigu eseja "Studije"
1919. objavljuje monografiju o Ivanu Meštroviću, prvu takvu monografiju o velikom umjetniku, i fotomonografiju "Srpske zadužbine"
1918. – 1920. živi u Pragu
1920. objavljuje monumentalnu monografiju o arhitektu Josipu Plečniku, te knjižicu o kiparu Petru Pallaviciniju
1920 – 1922. živi u Parizu, gdje se susreo s vodećim ličnostima i strujanjima moderne umjetnosti
1924. vjenčao se sa slikaricom Jovankom Marković iz Zemuna
1925. boravi u Parizu zbog međunarodne izložbe dekorativnih umjetnosti (Art Deco)
1926. objavio knjigu "Svetosavski hram" u kojoj kritizira kulturnu politiku tadašnje države
1922. – 1928. živi najviše u Pragu, ali je u tom razdoblju boravio po nekoliko mjeseci u Krakovu i Varšavi, a putuje i po čitavoj Europi
1928. na nagovor Ivana Meštrovića i Marka Murata doseljava se u Dubrovnik i zapošljava kao pomoćnik konzervatora starina u Nadleštvu za umjetnost i spomenike. Odmah radi na formiranju likovne scene okupljajući oko sebe mlade likovne talente 
1930. objavljuje programatski članak "Čuvajmo Dubrovnik" s podnaslovom "Spašavajmo njegov historijski i umjetnički karakter"
1930. vodi javnu polemiku oko zaštite spomenika kulture u Dubrovniku i modernoj arhitekturi, a završio je na sudu zbog javne kritike arhitektonskog projekta o nadogradnji hotela Excelsior. Uz podršku velikog dijela stručne i široke javnosti oslobođen je svih optužbi. U listopadu iste godine objavljuje knjigu "Dubrovnik bez maske".
1930. – 1931. vodi javnu raspravu sa splitskim novinarom don Vinkom Brajevićem o modernoj arhitekturi na jadranskoj obali, te o čuvanju arhitektonskog nasljeđa u zaštićenim povijesnim cjelinama
1931. zajedno s don Vinkom Brajevićem objavljuje knjigu "Misli o čuvanju dalmatinske arhitekure"
1932. nakon umirovljenja slikara i konzervatora Marka Murata postaje glavni konzervator dubrovačkih spomenika. Na toj funkciji ostaje do 1941. godine
1934. na Strajnićev nagovor u Dubrovnik se doseljava arhitekt Nikola Dobrović, koji trajno stvara u gradu i okolici do početka Drugog svjetskog rata
1935. – 1936. vodi polemiku s dubrovačkim slikarom Atanasijem Popovićem o modernom slikarstvu u kojoj su mu i državne institucije i dio likovnih umjetnika dali za pravo
1937. organizira izložbu satire u Sponzi na kojoj su sudjelovali mnogi poznati karikaturisti. Izložba je trebala biti poticaj za stvaranje muzeja humora u Dubrovniku
1940. sudjeluje u organizaciji izložbe starog dubrovačkog slikarstva 
1941. – 1944. živi povučeno u Dubrovniku i u svom domu pruža utočište Otonu Postružniku i drugim antifašistički orijentiranim umjetnicima
1944. – 1945. provodi zimu na Visu gdje je radio kao prevoditelj
1945. nakon dugogodišnjih nastojanja osnovana je dubrovačka Umjetnička galerija, kojoj je postao prvi ravnatelj i inicijalni donator
1948. – 1949. bio je ravnatelj Galerije umjetnina u Splitu
1953. autor je postava Muzeja ikona pravoslavne crkvene općine u Dubrovniku
1954. nakon višegodišnjeg predanog rada obradio je i objavio katalog grafičke zbirke Biblioteke i zbirke Baltazara Bogišića u Cavtatu, te je postavio prigodnu izložbu grafika
1960. u Umjetničkoj galeriji Dubrovnik postavljena je izložba akvarela i grafike domaćih i stranih autora iz njegove umjetničke zbirke 
1970. nakon smrti supruge povlači se iz javnog života. Pokušaj donacije gradu bogate umjetničke zbirke i biblioteke koju je skupljao cijeli život nije uspio
Dana, 23. srpnja 1977. umro je u Dubrovniku.